# The Hurt Syndicate
The Hurt Syndicate é um grupo vilão de wrestling profissional, que atua na All Elite Wrestling (AEW). A formação atual conta com Bobby Lashley, Shelton Benjamin e MVP, que atua como o manager e porta-voz do grupo. Lashley e Benjamin são os atuais campeões mundiais de duplas da AEW), em seu primeiro reinado com os títulos.
Lashley, Benjamin e MVP (com a adição de Cedric Alexander) atuaram anteriormente na WWE entre 2020 e 2022, onde ficaram conhecidos como The Hurt Business. A facção foi um dos principais destaques da era ThunderDome, período marcado pela pandemia de COVID-19, quando os eventos eram realizados sem público ao vivo. Durante seu tempo na WWE, o grupo conquistou quatro títulos diferentes em um total de sete ocasiões: Bobby Lashley venceu o Campeonato da WWE e o Campeonato dos Estados Unidos, enquanto Alexander e Benjamin foram campeões de duplas do Raw uma vez. Além disso, o Campeonato 24/7 foi conquistado quatro vezes pelo grupo — três por Benjamin e uma por Alexander. O The Hurt Business foi gradualmente desfeito após Lashley e MVP deixarem o grupo no início de 2022. No entanto, Alexander e Benjamin continuaram competindo como uma dupla sob o nome da facção até agosto daquele ano. Em outubro de 2024, MVP, Lashley e Benjamin reformaram o grupo — agora chamado The Hurt Syndicate — na All Elite Wrestling (AEW). Em maio de 2025, MJF se juntou ao grupo, mas foi expulso em agosto do mesmo ano.

## História

### Formação
Em 11 de maio de 2020 no episódio do Raw, MVP se alinhou com Bobby Lashley, com MVP prometendo gerenciar Lashley em um reinado pelo WWE Championship. No Backlash, Lashley falhou em conquistar o WWE Championship de Drew McIntyre após uma distração de sua esposa Lana. Na noite seguinte no Raw, Lashley culpou Lana por sua derrota no Backlash e ele pediu o divórcio, encerrando assim sua história romântica.
No Raw de 22 de junho, Lashley atacou o campeão dos Estados Unidos Apollo Crews e colocou-o em um Full Nelson depois que ele recusou a oferta de MVP de se juntar a eles. Depois de derrotar Crews em uma luta não válida pelo título, MVP revelou um novo design do United States Championship e se declarou como o "verdadeiro" Campeão dos Estados Unidos. Isso configurou uma luta entre Crews e MVP no The Horror Show at Extreme Rules; no entanto, Crews foi retirado da luta no dia do evento, com o motivo dado pela WWE ser que ele não foi declarado clinicamente apto para competir, enquanto a mídia como a Forbes relatou rumores de que Crews tinha testado positivo para COVID-19. Como resultado, MVP venceu a luta por desistência e, posteriormente, declarou-se o novo campeão dos Estados Unidos; no entanto, isso não foi reconhecido pela WWE. Na noite seguinte no Raw, MVP e Lashley adicionaram Shelton Benjamin ao seu grupo enquanto a dupla ajudava Benjamin a capturar o 24/7 Championship de R-Truth, e o grupo foi formalmente chamado de "The Hurt Business". Crews voltou no episódio do Raw de 3 de agosto e manteve seu título contra MVP, assumindo o design do novo título no processo. Depois disso, The Hurt Business começou a rivalizar com os aliados de Crews, Ricochet e Cedric Alexander, com ambos os grupos trocando vitórias e ataques nas semanas seguintes no Raw. Durante seu tempo no grupo, Benjamin venceu o 24/7 Championship mais duas vezes, ambas no Raw de 17 de agosto.

### Conquistas de títulos e expansão (2020-2021)
Enquanto MVP perdeu outra luta pelo título contra Crews no SummerSlam, Lashley o derrotou no Payback para conquistar o United States Championship. No Raw de 7 de setembro, durante uma luta de trios entre Crews, Alexander e Ricochet contra The Hurt Business, Alexander traiu Crews e Ricochet, atacando-os e ajudando o The Hurt Business a vencer a luta e posteriormente celebrou com eles, fazendo Alexander tornar-se heel e se juntar ao grupo como resultado.
No Raw de 14 de setembro, eles começaram uma rivalidade com o Retribution em relação aos motivos e ações deste último. No Raw de 5 de outubro, The Hurt Business também provocou um possível face turn contra o Retribution após Mustafa Ali se estabelecer como um heel após revelar que ele é o líder do grupo. No episódio do Raw de 19 de outubro, no entanto, The Hurt Business permaneceram como heels depois de agredir cruelmente Titus O'Neil após este ter pedido para se juntar ao grupo, mas foi rejeitado. Seis dias depois no Hell in a Cell, Lashley ofereceu um desafio aberto por seu United States Championship para qualquer membro do Retribution, que foi respondido por Slapjack, a quem Lashley conseguiu derrotar para reter. Após a luta, o resto do Retribution atacou Lashley, mas o resto do Hurt Business salvou Lashley e lutou contra eles.
No Raw de 2 de novembro, Cedric Alexander e Shelton Benjamin do Hurt Business derrotaram o The New Day em uma luta não válida pelo título. Eles desafiaram o The New Day pelo Raw Tag Team Championship no episódio de 16 de novembro do Raw, mas não obtiveram sucesso. Em 20 de dezembro no TLC: Tables, Ladders & Chairs, Benjamin e Alexander conquistaram o Raw Tag Team Championship do The New Day. No Elimination Chamber, Lashley perdeu o United States Championship para Riddle em uma luta Triple Threat, que também envolveu John Morrison, terminando seu reinado em 175 dias. Mais tarde naquela noite, Lashley atacou violentamente Drew McIntyre depois que ele reteve com sucesso o WWE Championship dentro do Elimination Chamber, permitindo assim que The Miz usasse sua maleta do Money in the Bank para se tornar o novo Campeão da WWE. Lashley iria derrotar Miz em uma luta lumberjack para vencer o WWE Championship no Raw de 1º de março.

## Membros
| * | Membros fundadores |
| M | Manager            |

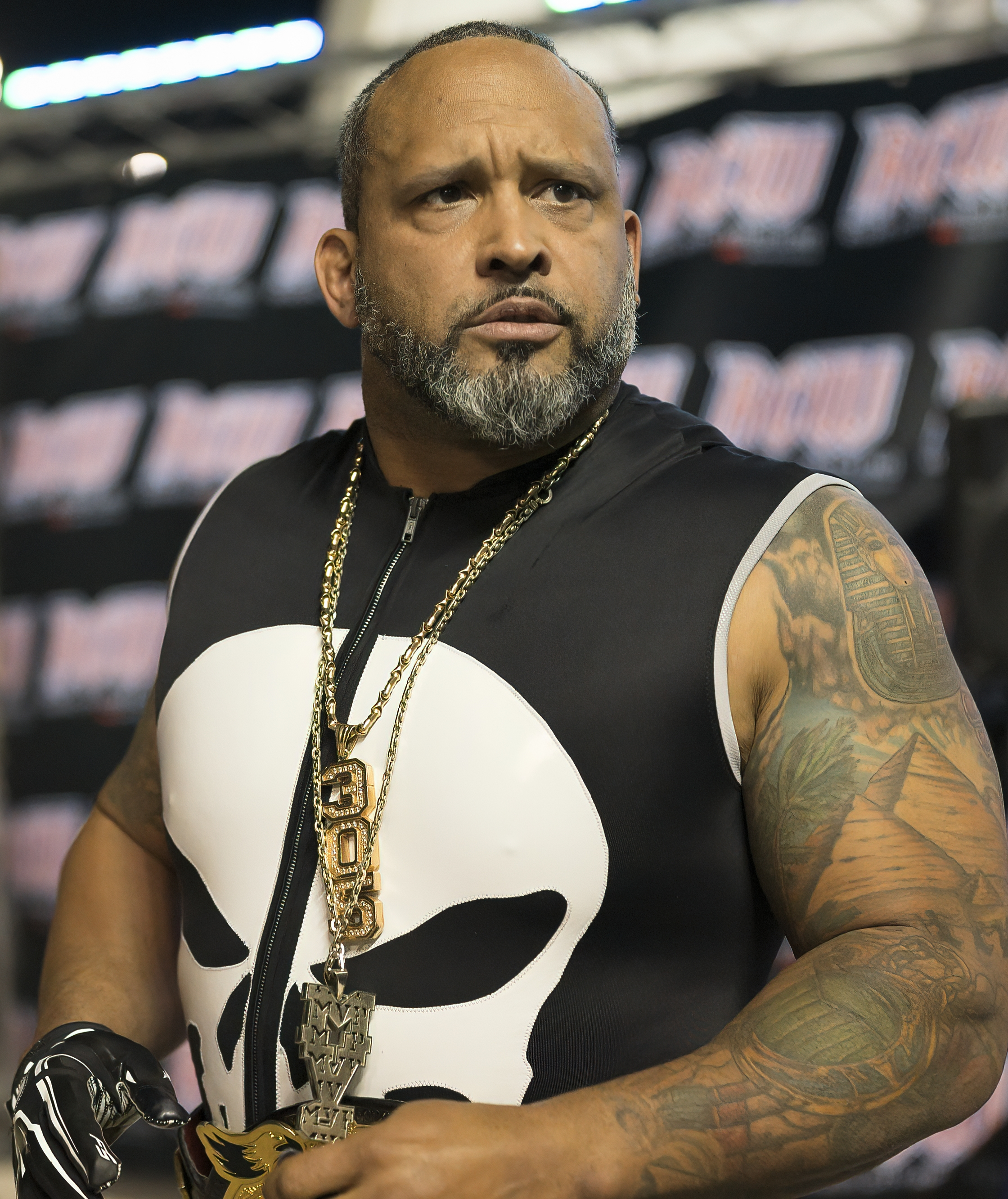
MVP (M)
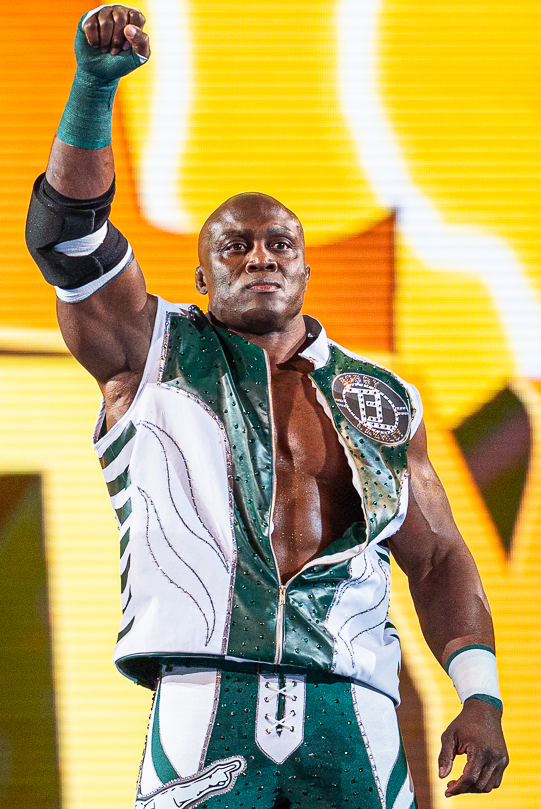
Bobby Lashley
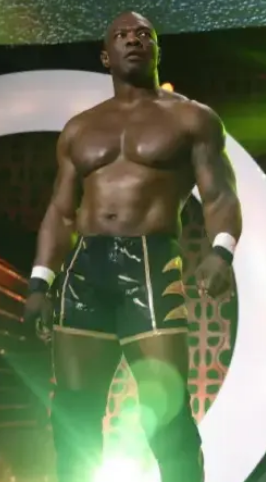
Shelton Benjamin

### Atuais
| Membros          | Membros | Entrada                                                         |
| ---------------- | ------- | --------------------------------------------------------------- |
| MVP              | *M      | 11 de maio de 2020 2 de outubro de 2024                         |
| Bobby Lashley    | *       | 11 de maio de 2020 30 de outubro de 2024                        |
| Shelton Benjamin |         | 20 de julho de 2020 27 de setembro de 2021 2 de outubro de 2024 |

### Antigos
| Membros          | Entrada                                      | Saída                                   |
| ---------------- | -------------------------------------------- | --------------------------------------- |
| Cedric Alexander | 7 de setembro de 2020 27 de setembro de 2021 | 29 de março de 2021 8 de agosto de 2022 |
| MJF              | 21 de maio de 2025                           | 6 de agosto de 2025                     |

## Títulos e prêmios
- All Elite Wrestling

Lashley e Benjamin são campeões mundiais de duplas da AEW.

  - Campeonato Mundial de Duplas da AEW (1 vez, atuais) – Lashley e Benjamin
  - Casino Gauntlet (2025) – MJF
- CBS Sports
  - Retorno do Ano (2020) - MVP[26]
- Pro Wrestling Illustrated
  - Retorno do Ano (2020) - MVP[27]
- WWE
  - Campeonato da WWE (1 vez)[28] - Lashley
  - Campeonato dos Estados Unidos da WWE (1 vez)[29] - Lashley
  - Campeonato de Duplas do Raw da WWE (1 vez)[30] – Alexander e Benjamin
  - Campeonato 24/7 da WWE (3 vezes)[31] - Benjamin
  - Slammy Award
    - Trash Talker do Ano (2020) compartilhado com Lacey Evans[32]